# Madeleine Slade
Madeleine Slade (geboren 22. November 1892 in Surrey, England; gestorben 20. Juli 1982 in Wien, Österreich), auch bekannt als Mirabehn oder Meera Behn, war eine Britin, die ihre Heimat Großbritannien verließ, um mit Mohandas Gandhi, dem Anführer der indischen Unabhängigkeitsbewegung, zu leben und zu arbeiten. Sie widmete ihr Leben der menschlichen Entwicklung und der Förderung von Gandhis Grundsätzen.

## Frühes Leben
Mirabehn wurde 1892 in eine aristokratische britische Familie geboren. Ihr Vater, Sir Edmond Slade, ein Offizier der Royal Navy, war während Mirabehns frühem Leben als Konteradmiral Oberbefehlshaber des Ostindien-Geschwaders und wurde später Direktor der britischen Division des Marine-Nachrichtendienstes.
Sie verbrachte große Teile ihrer Kindheit mit ihrem Großvater mütterlicherseits, der einen weitläufigen Landsitz besaß, und war schon in jungen Jahren der Natur und den Tieren verbunden.
Die andere große Leidenschaft der jungen Mirabehn war die Musik Ludwig van Beethovens. Sie interessierte sich für Klavier und Konzerte und wurde sogar Konzertmanagerin. 1921 organisierte sie darüber hinaus, dass ein deutscher Dirigent das London Orchestra bei Konzerten dirigierte, in denen Beethovens Stücke gespielt wurden. Sie half mit, das Ende des britischen Boykotts, den es seit Ende des Ersten Weltkriegs gegen deutsche Musiker gab, herbeizuführen.
Sie besuchte auch Wien und Deutschland, um die Stätten zu besuchen, an denen Beethoven gelebt und seine Musik komponiert hatte, und setzte sich umfassend mit der Lektüre über ihn auseinander. Sie las Romain Rollands Bücher über Beethoven und besuchte ihn später in Villeneuve, wo er zu dieser Zeit lebte. Während dieses Treffens erwähnte Rolland sein neues Buch über Mahatma Gandhi, welches sie bis dahin noch nicht gelesen hatte. Rolland beschrieb Gandhi als zweiten Christus und als die größte Figur des 20. Jahrhunderts.
Nach ihrer Rückkehr nach England las sie Rollands Biografie Gandhis und das Buch überzeugte sie, eine Schülerin Mahatmas zu werden. Sie schrieb Gandhi und fragte ihn, ob sie seine Schülerin werden und mit ihm im Sabarmati-Aschram leben könnte. Gandhi antwortete ihr, lud sie ein, aber warnte sie auch vor der Disziplin der Ashram-Bewohner. Sie hatte ihre Entscheidung getroffen und begann sich auf die Ansprüche eines asketischen Lebens in Indien vorzubereiten, was auch Vegetarismus, Spinnen mit dem Spinnrad und Alkoholabstinenz miteinschloss. In diesem Jahr abonnierte sie Young India in England und verbrachte Zeit in Paris, wo sie die Bhagavad Gita und einen Teil der Rigveda auf Französisch las.

## Leben in Indien und Rolle im Unabhängigkeitskampf
Slade erreichte Ahmedabad am 7. November 1925, wo sie von Mahadev Desai, Vallabhbhai Patel und Swami Anand empfangen wurde. Das war der Anfang ihres Aufenthalts in Indien, der fast 34 Jahre dauerte. Während ihrer Zeit in Indien besuchte Mirabehn die Gurukul Kangri Universität, um Hindi zu lernen. Danach ging sie zum Bhagwat Bhakti Ashram in Rewari, gegründet von Swami Parmanand Maharaj, um von ihm gesegnet zu werden. Außerdem schrieb sie an Mahatma Gandhi und erzählte von ihren Erfahrungen im Bhagwat Bhakti Ashram.
Mirabehns Aufenthalt in Indien fiel mit dem Höhepunkt der Gandhischen Phase des Unabhängigkeitskampfes zusammen. Sie begleitete Gandhi und andere zur Konferenz am Runden Tisch 1931 in London. Auf dem Rückweg aus London besuchten Mirabehn und Gandhi eine Woche lang Rolland und als sie sich von ihm verabschiedeten, gab ihr Rolland ein Buch über Beethoven, das er, während sie in Indien war, geschrieben hatte. 1960 begann sie das Buch zu lesen und die Lektüre überzeugte sie, nach Österreich zu ziehen und ihre restlichen Tage im Land von Beethovens Musik zu verbringen. Die Wiederaufnahme der Kampagne der Nichtkooperation 1931 führte dazu, dass sie von 1932 bis 1933 inhaftiert wurde.
Um für Indien einzutreten, ging sie auch ins Ausland und traf, neben anderen, David Lloyd George, General Smuts und Winston Churchill. Sie besuchte auch die Vereinigten Staaten, wo sie Eleanor Roosevelt im Weißen Haus traf. Zu Beginn des Jahres 1942 engagierte sich Mirabehn auch bei der Errichtung des Sevagram Ashrams und arbeitete mit den Menschen von Orissa, um gegen eine mögliche Invasion Japans gewaltfrei Widerstand zu leisten. Sie wurde zusammen mit Gandhi im Aga-Khan-Palast verhaftet und von 1942 bis 1944 festgehalten. Dort erlebte sie den Tod von Mahadev Desai und Kasturba Gandhi. Sie erlebte auch die Simla-Konferenz und die Kabinettmission, die Übergangsregierung und die Verfassungsgebende Versammlung, die Trennung Indiens und die Ermordung Mahatma Gandhis.

## Leben in Indien nach der Unabhängigkeit
Nachdem sie aus dem Aga-Khan-Palast entlassen worden war, gründete sie, mit Gandhis Erlaubnis, den Kisan Ashram in einem Dorf namens Mooldaspur majra in der Nähe von Roorkee. Das Land wurde von den ansässigen Dorfbewohnern gespendet. Nach der Unabhängigkeit gründete sie den Pashulok Ashram in der Nähe von Rishikesh und eine Niederlassung namens Bapu Gram und 1952 den Gopal Ashram in Bhilangana. In diesen Ashrams experimentierte sie mit Milch- und Landwirtschaft und verbrachte auch einige Zeit in Kashmir. Während ihrer Zeit in Kumaon und Garhwal beobachtete sie die Zerstörung der dortigen Wälder und die Auswirkungen, die das auf die Überflutungen der Ebenen hatte. Sie schrieb darüber in einem Aufsatz mit dem Titel Something Wrong in the Himalaya. (deutsch: Etwas stimmt nicht im Himalaja.), aber ihr Ratschlag wurde von der Forstbehörde ignoriert. In den 80er Jahren gab es in diesen Gebieten eine große Gandhische Umweltkampagne, die sich Chipko-Bewegung nannte, um die Wälder zu retten. Einer ihrer Mitarbeiter war der hinduistische Philosoph Ram Swarup.

## Lebensabend in Österreich
Sie kehrte 1959 nach England zurück. In den 1960er Jahren übersiedelte sie für ihre Liebe zur Musik Ludwig van Beethovens nach Österreich und verbrachte zweiundzwanzig Jahre in kleinen Dörfern im Wienerwald, wo sie 1982 starb.

## Auszeichnungen
- 1981 Padma Vibhushan

## Publikationen
- An der Seite des Mahatma. Im engsten Kreise Gandhis. The Spirit's Pilgrimage. übersetzt von Harald Gardos, Sensen-Verlag, Wien 1970.